# Gnathifera
Gnathifera — клада первичноротых животных, включающая в себя клады Gnathostomulida, Micrognathozoa и Syndermata (коловратки и скребни). Типы относящиеся к этой кладе включают в себя мелких животных, размер которых как правило не превышает одного миллиметра. Исключение составляют некоторые гнатостомулиды, длина которых достигает 4 мм. Внутренний транспорт Gnathifera основан на диффузии. У них нет никакого аналога кровеносной системы. Передвигаются Gnathifera с помощью ресничек. У некоторых таксонов глотка редуцирована, но у тех таксонов, у которых она есть, глотка имеет достаточно сложный челюстной аппарат, приводимый в движение поперечно-полосатыми мышцами. Оплодотворение у Gnathifera внутреннее. Личинок у Gnathifera нет — они осуществляют прямое развитие.